# Houston Ballet

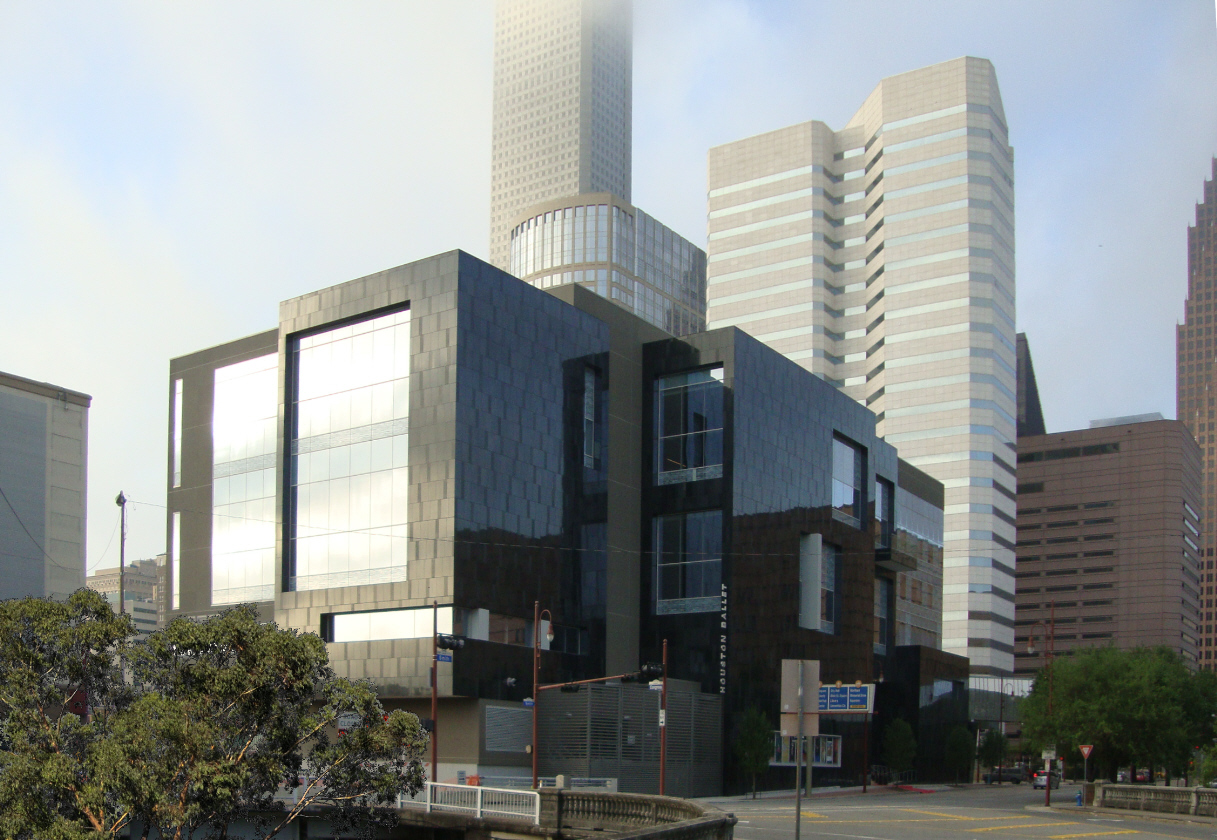
Houston Ballet : Center for Dance

Le Houston Ballet est une des plus grandes compagnies de ballet américaines, basée à Houston au Texas.

## Description
Géré par la Houston Ballet Foundation, le Houston ballet est la quatrième plus grande compagnie de ballet professionnelle aux États-Unis, basée à Houston, au Texas. La fondation possède également une académie de ballet, la Houston Ballet Academy, qui forme plus de la moitié des danseurs de la compagnie. À partir de 2017, la dotation au Houston Ballet s'élève à plus de 73 millions de dollars, l’une des plus importantes dotations pour une compagnie de danse américaine,. En 2011, la compagnie produit plus de 85 représentations chaque année et compte 59 danseurs,.

## Historique

### Les Ballets russes de Monte-Carlo
À partir des années 1930, Houston développe son goût pour le ballet professionnel grâce à la compagnie russo-monégasque Ballets russes de Monte-Carlo, qui, pendant onze ans, passe une semaine chaque année durant la période de Noël à offrir des spectacles au public de Houston.

### Tatiana Semenova (1955-1967)
Ces spectacles suscitent le désir des clients houstonais de voir créer une compagnie de danse résidente. Au printemps 1955, Tatiana Semenova, ancienne danseuse des Ballets russes de Monte-Carlo, est invitée à créer une école de ballet à Houston, ce qu'elle fait le 26 juillet 1955. Une charte d'État est alors établie pour créer une fondation pour le ballet à Houston.
Sous la direction de Tatiana Semenova, la fondation forme de jeunes danseurs à la technique du ballet et recrute des étudiants défavorisés en établissant un programme de bourses en partenariat avec la Neighborhood Centers Association. Ce programme permet de former des étudiants à la Ripley House dans le East End de Houston, avant de les intégrer à l'école de ballet.
Tatiana Semenova est restée directrice jusqu'en 1967.

### Nina Popova (1967-1976)
En 1967, Nina Popova, autre élève du Ballet russe de Monte-Carlo, est choisie comme deuxième directrice artistique de la fondation. En décembre 1967, elle rassemble des étudiants de la fondation et des étudiants d’autres studios de danse de Houston pour la production de Giselle, ballet romantique d'Adolphe Adam, tout en mettant en scène des danseurs vedettes de l’American Ballet Theatre de New York, Carla Fracci et Erik Bruhn dans les rôles de Giselle et Albrecht, Cynthia Gregory comme Myrtha, ainsi que Terry Orr et Mariana Tcherkassky dansant le pas de deux du paysan.
En 1968, Popova commence à sélectionner des danseurs dans le but de fonder une compagnie professionnelle. Des auditions pour les danseurs ont lieu à l'automne 1968 à Houston, Dallas, New York et Los Angeles. Seize danseurs sont formés et font leurs débuts dans la nouvelle compagnie professionnelle. En février 1969, ils entrent au Sam Houston State Teachers College à Huntsville. Ils se lancent ensuite dans leur première tournée dans 23 villes, qui s’achève en mai 1969 par une première représentation à Jones Hall (en), salle de concert habituelle de l'Orchestre symphonique de Houston.